# Wilmersdorfer Straße (metrostation)
Wilmersdorfer Straße is een station van de metro van Berlijn, gelegen onder de kruising van de Kantstraße en de Wilmersdorfer Straße in het Berlijnse stadsdeel Charlottenburg. Het werd op 28 april 1978 geopend aan het eerste deel van de noordwestelijke verlenging van de U7. Tegelijkertijd met de bouw van het station werd in de Wilmersdorfer Straße de eerste voetgangerszone van Berlijn aangelegd. Iets ten westen van het metrostation ligt station Berlin-Charlottenburg, waar op de S-Bahn en de regionale spoorwegen overgestapt kan worden.
Station Wilmersdorfer Straße heeft een eilandperron met uitgangen in het midden en aan het zuidelijke uiteinde. Beide uitgangen leiden naar een tussenverdieping, de zuidelijke stationshal ligt op minder dan 100 meter van een ingang van het S-Bahnstation Charlottenburg. Het metrostation werd ontworpen door Rainer Rümmler en is zoals vele stations op dit deel van de U7 gedecoreerd met mozaïeken. Het geel-rood-grijze motief op de wanden langs de sporen is gebaseerd op de Franse lelies in het wapen van Wilmersdorf. Het dak van de perronhal is geel.
In 2006 onderging het metrostation een renovatie, waarbij men vloeren en perronmeubilair vernieuwde en er een lift werd ingebouwd. De donkere aluminium wandbekleding werd vervangen door tegelvormige metalen elementen in de kleuren beige en geel.

Het S-Bahnstation Charlottenburg bevond zich oorspronkelijk ten westen van de Lewishamstraße, zo'n 350 meter van het metrostation. Tussen 2003 en 2006 werd het station naar het oosten verplaatst om een betere overstap op de metro te realiseren. Het regionale spoorwegstation werd niet verplaatst.